# عدسة متغيرة البعد البؤري

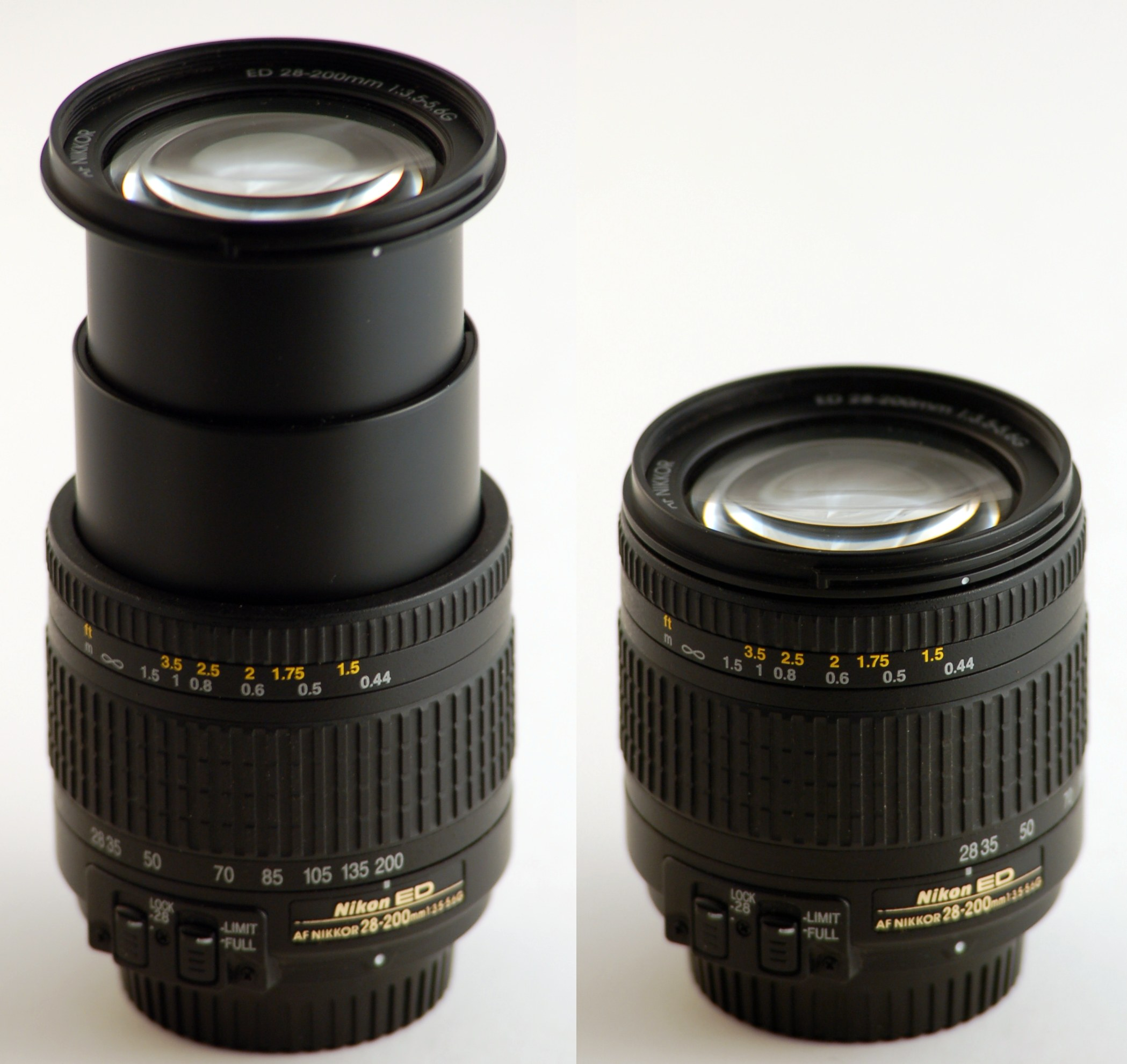
عدسة نيكور المقربة 28-200 مم، مددت إلى 200 ملم في الصورة اليسرى وقلصت إلى 28 مم في الصورة اليمنى.

صورة من عدسة مقربة أثناء التقريب والإبعاد.

العدسة متغيرة البعد البؤري أو العدسة متغيرة البؤرة هي تجميع ميكانيكي من عدسات بحيث يكون البعد البؤري (وبالتالي زاوية الرؤية) متغيرًا. يكون بعدها البؤري أكبر من 50 مم.
توجد العدسات المقربة عادة في الكاميرات الثابتة وكاميرات الفيديو وبعض النظارات المقربة. ولذلك تستخدم في التصوير الرياضي وفي تصوير الحيوانات والطيور والأجسام البعيدة.
تتوفر هذه العدسات بأبعاد متعددة منها:
- 70 مم
- 85 مم
- 200 مم
- 300 مم
- 400 مم

## روابط خارجية
- درس احترافي - صنع عدسة مقربة، منتديات كويتيات النسائية